# Prieobrażenka (obwód omski)
Prieobrażenka (ros. Преображенка) – wieś w Rosji, w obwodzie omskim, w rejonie czerłakskim. W 2010 roku liczyła 147 mieszkańców.

## Geografia
Wieś jest położona w południowo-wschodniej części obwodu omskiego, w rejonie czerłakskim, 24 kilometry na północny wschód od Czerłaku.

## Historia
Wieś została założona w 1907 roku. W 1928 roku składała się ze 135 gospodarstw, a większość mieszkańców stanowili Ukraińcy.
W 2014 roku wieś przykuła uwagę mediów po tym, jak jej mieszkaniec - Wasilij Iwanowicz Zagorodnyj - majątek odziedziczony po swojej babce, wydał na budowę drogi przez wieś.